# 아사히촌 (이시카와현)
아사히촌(旭村)은 이시카와현 이시카와군에 설치되었던 촌이다.